# Villers-Chemin-et-Mont-lès-Étrelles
Villers-Chemin-et-Mont-lès-Étrelles  es una comuna y población de Francia, en la región de Franco Condado, departamento de Alto Saona, en el distrito de Vesoul y cantón de Gy.
Su población en el censo de 1999 era de 113 habitantes.
Está integrada en la Communauté de communes des Monts de Gy.

## Demografía
| 106 | 118 | 96 | 109 | 109 | 113 | 115 |
| Para los censos de 1962 a 1999 la población legal corresponde a la población sin duplicidades (Fuente: INSEE [Consultar]) |     |    |     |     |     |     |